# Question des nationalités au XIXe siècle
 (avril 2025).
- Si vous ne connaissez pas le sujet, laissez ce bandeau (vous pouvez alors contacter les auteurs).
- Si vous supprimez le contenu mis en cause (vous pouvez préalablement contacter les auteurs),

argumentez précisément cette suppression dans la page de discussion
(un manque de référence n'est pas un argument ; une recherche réelle de référence doit avoir été effectuée, être formellement documentée).
Le XIXe siècle connaît deux mouvements opposés qui reconfigurent les territoires nationaux en Europe.
D'une part, on assiste à des mouvements d'indépendance qui touchent la Belgique et, surtout, les pays de la péninsule des Balkans qui peu à peu s'émancipent de leur tuteur ottoman. D'autre part, un mouvement « inverse » unifie les États allemands et italiens.
Cependant, il ne faut pas oublier que c'est de l'Europe que s'engage la dernière vague de colonisation qui, partant de la conquête de l'Algérie s'étend à la colonisation de l'Afrique et de l'Asie du Sud-Est principalement à la fin du siècle.

## La fin des guerres napoléoniennes et le congrès de Vienne

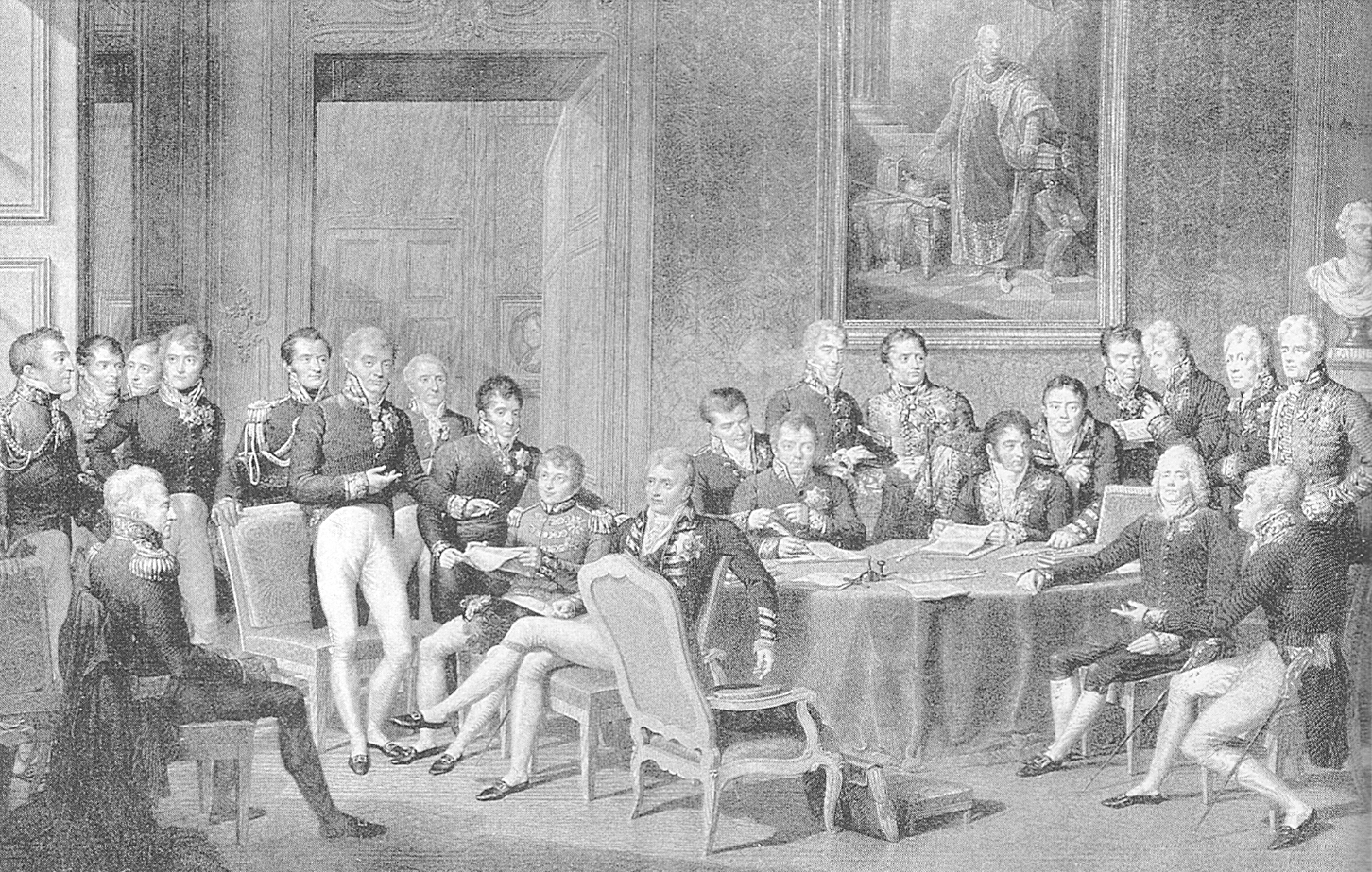
Le congrès de Vienne par Jean-Baptiste Isabey.

Les guerres napoléoniennes ont remodelé l'Europe du XVIIIe siècle. Par ses conquêtes, Napoléon exporte auprès des populations les idées de la Révolution française et du Premier Empire. Le Code civil français est souvent adopté par les pays conquis (et reste la base de la législation, même après le départ des troupes françaises), les principes de la Déclaration des droits de l'Homme et du Citoyen sont diffusés plus amplement et notamment le principe de liberté des peuples à disposer d'eux-mêmes.
En 1815, le congrès de Vienne réunit les vainqueurs de Napoléon et se partage l'Europe. C'est un véritable « Yalta[Quoi ?] » avant l'heure qui a lieu. Plusieurs puissances se distinguent. L'Autriche affirme sa domination sur la Bohême, les États autrichiens, la Hongrie, une partie de l'actuelle Pologne et aspire à s'étendre vers la péninsule balkanique au détriment de l'Empire ottoman (« le vieil homme malade »). Au nom du panslavisme, la Russie s'étend sur la Finlande, la Pologne et, elle aussi, aspire à plus d'influence sur les États des Balkans.
Le « système metternichien » établi par ce congrès fait fi du principe de liberté des peuples à disposer d'eux-mêmes. Les grandes puissances réunies accaparent les territoires conquis par le Premier Empire, sans consulter les populations.

## L'émergence des sentiments nationaux
Le principe de liberté des peuples à disposer d'eux-mêmes s'accompagne de l'idée de nationalité. Celle-ci n'est pas fondée sur la souveraineté d'un monarque sur une ou plusieurs populations mais sur l'existence d'une culture sociale, historique et linguistique commune à une population.
Cette dernière idée fait son chemin et aboutit à la mise en œuvre de deux mouvements opposés.
D'une part, certaines populations aspirent à de plus en plus d'indépendance, c'est le cas de la Belgique vis-à-vis des Pays-Bas (1830) et des États des Balkans vis-à-vis de l'Empire ottoman, avec la guerre d'indépendance grecque en 1821-1830 puis à la fin du siècle la Serbie, le Monténégro, la Roumanie, la Bulgarie, etc.
En 1848, des révolutions éclatent dans toute l'Europe qui sont connues sous le nom de « printemps des peuples ». À Paris et dans les villes d'Italie, les populations aspirent à plus de liberté et à la mise en place de régimes plus démocratiques et au moins constitutionnels. En Autriche, à Vienne, ce mouvement se double de la question des nationalités et aboutit quelques années plus tard à l'autonomie de la Hongrie et à la création de la double monarchie autrichienne.
D'autre part, des États se constituent au nom d'une culture et d'une « Nation » commune, c'est notamment le cas de l'Allemagne avec la création de l'Empire allemand en 1871 ou de l'Italie dont l'unification est achevée en 1870.
La question « nationalitaire » imprègne la sphère culturelle en consolidant les populations dans une idée de culture nationale. En Allemagne, par exemple, la culture et les mythologies germaniques sont remises à l'honneur dans la peinture, la poésie et la musique.
Pour autant, la question des nationalités en Europe ne concerne que les territoires du continent. Il n'est pas question de liberté des peuples à disposer d'eux-mêmes pour les populations du Maghreb (Algérie, Maroc, Tunisie, Libye, etc.), d'Afrique subsaharienne ou d'Extrême-Orient. Pour ces populations, ces peuples, le XIXe siècle n'est pas celui du printemps des peuples mais le siècle de la dernière vague de colonisation.
À l'aube du XXe siècle, la question des nationalités en Europe reste au cœur des tensions. L'Autriche-Hongrie et la Russie souhaitent voir leur influence se développer sur les territoires des « Slaves du Sud », la Pologne et la Finlande aspirent à leurs indépendances vis-à-vis de la Russie, la Norvège souhaite se libérer de la Suède, la Hongrie et la Tchéquie de l'Autriche, etc.
Après la Première Guerre mondiale, les traités de paix ne résolvent pas cette question des nationalités en Europe.